# Werner Trutwin

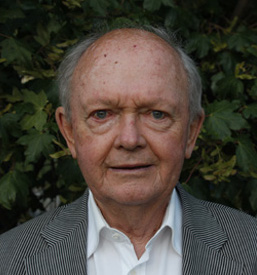
Werner Trutwin (2013)

Werner Trutwin (* 6. März 1929 in Essen; † 12. Februar 2019 in Bonn) war ein deutscher Philosoph, Theologe, Philologe und Religionswissenschaftler. Er hat sich als Herausgeber und Autor mehrerer Unterrichtswerke und Lehrbücher für den katholischen Religionsunterricht einen Namen gemacht. Jahrzehntelang war er im christlich-jüdischen Gespräch aktiv.

## Lebenslauf

### Kindheit – Jugend – Ausbildung
Werner Trutwin wurde als Sohn des Kaufmanns Alfons Trutwin und seiner Ehefrau Änne in Essen geboren. Er wuchs in Krefeld auf und besuchte dort eine Volksschule und das altsprachliche Ernst-Moritz-Arndt-Gymnasium. Gegen Ende des Zweiten Weltkriegs 1944/45 wurde er für etwa ein Jahr bei seinen Großeltern in Breslau evakuiert. Bevor die Stadt wochenlang als Festung umkämpft wurde, konnte er Breslau gerade noch verlassen. Den Einmarsch der amerikanischen Truppen erlebte er im April 1945 in Friedberg bei Göttingen. Kurz nach dem Ende des Zweiten Weltkriegs kam er nach Krefeld zurück. 1947 machte er sein Abitur am altsprachlichen Ernst-Moritz-Arndt-Gymnasium in Krefeld. Er studierte Philosophie, katholische Theologie und klassische Philologie von 1947 bis 1949 in Frankfurt am Main, von 1949 bis 1951 in Innsbruck und von 1951 bis 1954 in Bonn. Dort legte er 1953 sein Staatsexamen in den Fächern Philosophie und katholische Theologie, 1954 in Latein ab. Später folgten Studien der Religionswissenschaften und Kunstgeschichte in Bonn. Seine wichtigsten Hochschullehrer waren der Theologe Karl Rahner SJ in Innsbruck und der Kirchenhistoriker Hubert Jedin in Bonn.

### Familie
Werner Trutwin war seit 1958 mit Hildburg Trutwin, Ärztin, Schwerpunkt Onkologie und Naturheilkunde, verheiratet. Die Eheleute bekamen vier Kinder, eine Tochter und drei Söhne, darunter der bildende Künstler Tobias Trutwin.

### Berufliche Stationen
Nach seiner Ausbildung als Studienreferendar an Gymnasien in Köln und Bonn war Werner Trutwin von 1954 bis 1963 Studienrat und Oberstudienrat am städtischen Ernst-Moritz-Arndt-Gymnasium Bonn. Dort unterrichtete er die Fächer Philosophie, katholische Religion und Latein. In den Jahren 1963 bis 1972 war er als Studiendirektor am Helmholtz-Gymnasium in Bonn-Duisdorf tätig. Von 1966 bis 1972 war er auch Fachleiter für Philosophie am Staatlichen Studienseminar in Bonn. Seine Aufgabe bestand darin, junge Kollegen auszubilden und zum 2. Staatsexamen zu führen. In dieser Zeit war er auch Mitglied staatlicher Richtlinienkommissionen des Landes Nordrhein-Westfalen für das Fach katholische Religion in der Sekundarstufe I und II. Auch einem bischöflichen Gremium für Fragen des Religionsunterrichts gehörte er mehrere Jahre lang an. Von 1972 bis 1992 leitete er als Oberstudiendirektor das zuerst noch staatliche, später städtische Heinrich-Hertz-Gymnasium in Bonn-Bad Godesberg.
Seit 1992 lebte Trutwin im Ruhestand in Bonn, unterrichtete aber auch danach immer wieder Klassen, arbeitete mit Referendaren und führte Tagungen mit Lehrerkollegien durch.
Er starb im Februar 2019, drei Wochen vor seinem 90. Geburtstag.

## Weitere Tätigkeiten

### Christlich-Jüdische Zusammenarbeit
Neben seinen familiären und schulischen Aufgaben übte Werner Trutwin zahlreiche weitere Tätigkeiten aus. Er war von 1970 bis 1994 Mitglied der Arbeitsgruppe für Fragen des Judentums bei der Ökumene-Kommission der Deutschen Bischofskonferenz. Seit der Gründung des Arbeitskreises Juden und Christen beim Zentralkomitee der deutschen Katholiken 1971 war er Mitglied dieses Gremiums, das u. a. theologische Schwerpunkte im christlich-jüdischen Dialog reflektiert, gemeinsame Stellungnahmen zu aktuellen Problemen publiziert, öffentliche Akademietagungen durchführt, Reisen zu jüdischen Gemeinden in verschiedene Länder, u. a. nach Israel unternimmt und das christlich-jüdische Programm bei Katholikentagen und Ökumenischen Kirchentagen verantwortet.

### Wissenschaftlich orientierte Reisen
Zur Vertiefung seiner wissenschaftlichen und pädagogischen Tätigkeiten unternahm er Reisen nach Israel, Palästina, Syrien, Jordanien, Italien, Frankreich, Griechenland, Türkei und Spanien. Er fuhr in Länder mit dem Schwerpunkt Islam wie Ägypten, Iran, Usbekistan und Kappadokien sowie in ostasiatische Länder mit dem Schwerpunkt Hinduismus/Buddhismus wie Indien, Myanmar (Burma), Sri Lanka (Ceylon), Kambodscha, Thailand, Japan, Nepal und China.

## Ehrungen und Auszeichnungen
Im Jahr 1993 wurde Werner Trutwin der Päpstliche Silvesterorden für seine Verdienste um den Religionsunterricht und für zeitgemäße Schulbücher verliehen. Aus demselben Grund sowie für seine Aktivitäten im Christlich-Jüdischen Dialog erhielt er am 30. Januar 2009 die Ehrendoktorwürde der Katholisch-Theologischen Fakultät der Rheinischen Friedrich-Wilhelms-Universität Bonn.

## Sachbücher
- Die gute Nachricht (oder anderer Titel) Erinnerung und Hoffnung: Eine Einführung in die Welt der Bibel; Bonn und Düsseldorf 1970 u. ö.
- Licht vom Licht; Religionen in unserer Welt; Bonn und Düsseldorf 1976 u. ö.
- Messias Meister Menschensohn; Ein Jesusbuch; Düsseldorf 1978 u. ö.
- Wege zum Licht; Die Weltreligionen; Düsseldorf 1996, 2004.
- Wortmeldungen; Religion im Dialog mit der Zeit, (hg. von Roman Mensing); Düsseldorf 2009.

## Werke, die zurzeit in Schulen in Gebrauch sind

### Religion-Sekundarstufe I: Gymnasium, 5–10
- Zeit der Freude; Jahrgangsstufen 5 und 6; Düsseldorf 2000 u. ö.
- Wege des Glaubens; Jahrgangsstufen 7 und 8; Düsseldorf 2001 u. ö.
- Zeichen der Hoffnung; Jahrgangsstufen 9 und 10; Düsseldorf 2002 u. ö.

Eine weitgehende Neubearbeitung des Unterrichtswerks ist in den Jahren 2014–2015 erschienen. Sie bezieht sich auf die fünfjährige Sekundarstufe I (G 8) und ist durchgängig kompetenzorientiert. Auch die für 6 Schuljahre konzipierte Grundfassung ist kompetenzorientiert bearbeitet worden und neu erschienen in den Jahren 2016–2018. Die drei Titel sind erhalten geblieben. Zu allen neu bearbeiteten Bänden der Gymnasialausgabe wie der Grundfassung liegen Lehrerkommentare von Werner Trutwin unter Mitarbeit von Rolf H. Erbenkindt, Christoph Menn-Hilger, Paul Petzel, und Gunnar Schubert vor.

### Religion-Sekundarstufe I: Grundfassung, 5–10
- Zeit der Freude; Jahrgangsstufen 5 und 6; Düsseldorf 2006 u. ö.
- Wege des Glaubens; Jahrgangsstufen 7 und 8; Düsseldorf 2007 u. ö.
- Zeichen der Hoffnung; Jahrgangsstufen 9 und 10; Düsseldorf 2007 u. ö.

### Fundgrube-Textsammlungen
- Fundgrube – Zeit der Freude; Jahrgangsstufen 5 und 6; Düsseldorf 2002 u. ö.
- Fundgrube – Wege des Glaubens; Jahrgangsstufen 7 und 8; Düsseldorf 2003 u. ö.
- Fundgrube – Zeichen der Hoffnung; Jahrgangsstufen 9 und 10; Düsseldorf 2004 u. ö.

### Impulse Musik zum Unterrichtswerk Religion S I
Die „Impulse Musik“ enthalten jeweils ein Arbeitsheft und eine CD zu den Unterrichtswerken „Zeit der Freude“ (5/6), „Wege des Glaubens“ (7/8) und „Zeichen der Hoffnung“ (9/10). Sie wurden von Hubert Wißkirchen, Agnes Steinmetz, Werner Trutwin und Ilsetraut Ix erarbeitet. Düsseldorf 2003–2006

### Arbeitshefte zum Unterrichtswerk S I
Die fünf Arbeitshefte zu „Zeit der Freude“ (5 und 6), „Wege des Glaubens“ (7 und 8) und „Zeichen der Hoffnung“ (9/10) wurden von Christoph Menn-Hilger verfasst. Düsseldorf 2006–2009.
Sie sind abgestimmt auf die G 8-Neubearbeitung des Unterrichtswerkes in den Jahren 2014–2016 neu erschienen.

### Neues Forum Religion-Arbeitsbücher für die Klassen 10–12
- Neues Forum Religion 1 – Gott (Theologie); Düsseldorf, 2008
- Neues Forum Religion 2 – Jesus (Christologie); Düsseldorf, 2008
- Neues Forum Religion 3 – Mensch (Anthropologie); Düsseldorf, 2009
- Neues Forum Religion 4 – Leben (Ethik); Düsseldorf, 2009
- Neues Forum Religion 5 – Kirche (Ekklesiologie); München 2010
- Neues Forum Religion 6 – Hoffnung (Eschatologie); München 2010

### Weltreligion-Arbeitsbücher Sekundarstufe II
Religion-Ethik-Philosophie
- Judentum, München 2011
- Christentum, München 2012
- Islam, München 2010
- Hinduismus, München 2011
- Buddhismus, München 2011

## Ältere Werke

### Ein Unterrichtswerk zur Bibel
- Gesetz und Propheten; Geschichte und Offenbarung des Alten Bundes; Düsseldorf 1967 u. ö.
- Evangelium Jesu Christi; Geschichte und Verkündigung des Neuen Bundes; Düsseldorf 1969 u. ö.

### Ein Unterrichtswerk für die Sekundarstufe I
- Zeit der Freude (mit Klaus Breuning und Roman Mensing)
- Unterrichtswerk für den katholischen Religionsunterricht der Jahrgangsstufe 5/6; Düsseldorf 1980 u. ö.
- Wege des Glaubens (mit Klaus Breuning); Unterrichtswerk für den katholischen Religionsunterricht der Jahrgangsstufe 7/8; Düsseldorf 1979 u. ö.
- Zeichen der Hoffnung (mit Klaus Breuning und Roman Mensing); Unterrichtswerk für den katholischen Religionsunterricht der Jahrgangsstufe 9/10: Düsseldorf 1978 u. ö.
- Zu dem Unterrichtswerk für die Jahrgangsstufen 5 bis 10 sind verschiedene Sonderausgaben erschienen, z. B. für die Real- und Hauptschule oder für Baden-Württemberg

### Unterrichtsreihen und Quellensammlungen
Die Weltreligionen; Arbeitsbücher für die Sekundarstufe II; Religion – Philosophie – Ethik; 1997–1999, Düsseldorf
1. Judentum; 2. Christentum; 3. Islam; 4. Hinduismus; 5. Buddhismus
Forum Religion; Arbeitshefte für den Religionsunterricht der Sekundarstufe II; (verschiedene Auflagen ab 1983, zusammen mit anderen Mitarbeitern)
1 Rechenschaft vom Glauben – Einführungskurs; 2 Lasst uns den Menschen machen – Kurs Anthropologie; 3 Christus erkennen – Kurs Christologie; 4 Zeichen Gottes – Kurs Ekklesiologie; 5 An Gott glauben – Kurs Theologie; 6 Den Nächsten lieben – Kurs Ethik; 7 Ewiges Leben – Kurs Eschatologie
Theologisches Forum; Textsammlungen für den Religionsunterricht der SII; (mehrere Auflagen ab 1970, zusammen mit anderen Mitarbeitern)
1 Gespräch dem Atheismus; 2 Reden von Gott; 3 Der Anspruch Jesu; 4 Religion Wissenschaft Weltbild; 5 Frieden auf Erden; 6 Verantwortete Sexualität; 7 Juden und Christen; 8 Weltreligionen; 9 Politische Ethik; 10 Die zukünftige Welt; 11 Kirche und Demokratie; 12 Wege zur Bibel; 13 Glück und Heil, 14 Neues Bewusstsein – Neue Religiosität; 15 Menschenbilder; 16 Die Kirche; 17 Gebet und Meditation; 18 Eucharistie
Zu einigen Heften sind Kommentarbände erschienen.

### Fachbücher
- Weltreligionen – Weltprobleme (mit H. Schultze); Ein Arbeitsbuch für Studium und Unterricht; Düsseldorf Göttingen 1973.
- Religion – Sekundarstufe II (mit W. Bierbaum, H. Gahlen, E. Menne und R. Mensing); Ein Arbeitsbuch für den Kursunterricht; Düsseldorf 1974.
- Religion – Sekundarstufe I (mit K. Breuning und R. Mensing); Lehrerkommentar zu ¨Zeit der Freude¨, ¨Wege des Glaubens¨ und ¨Zeit der Freude¨; Düsseldorf 1993.